# اندیس نوکند
نوکند یک اندیس فلزی است که در حوالی شهر بیرجند استان خراسان قرار دارد و مادهٔ معدنی موجود در آن، مس است.سنگ میزبان این اندیس سنگهای بازیک و الترا بازیک ، سرپانتیتنیت است و دیرینگی آن به دوران کرتاسه فوقانی می‌رسد. در این اندیس، پاراژنز‌های کریزوکول یافت می‌شوند.